# Acanthodelta arabella
Acanthodelta arabella là một loài bướm đêm trong họ Noctuidae.